# Jakob Hlasek
Jakob Hlasek, ook vaak gespeld als Jakub Hlasek (Praag, Tsjechoslowakije, 12 november 1964) is een Zwitsers voormalig professioneel tennisspeler.
Hlasek werd geboren in Tsjechoslowakije. Hij verhuisde in 1968 met zijn familie naar Zwitserland en is sindsdien Zwitsers staatsburger.
Zijn meest succesvolle jaar was 1992 toen hij op Roland Garros samen met zijn dubbelpartner Marc Rosset het herendubbeltoernooi won. Hij maakte ook deel uit van het Davis Cupteam dat dat jaar de finale van de wereldgroep haalde (waar het verloor van de Verenigde Staten), en dat in datzelfde jaar de Hopman Cup won.
Tijdens zijn carrière won Hlasek 5 singlestitels en 20 dubbeltitels. Zijn hoogste positie op de wereldranglijst behaalde hij in 1989, toen hij zevende stond op de lijst voor het enkelspel en vierde op die voor het dubbelspel. Hij won in zijn carrière $5.895.293 aan prijzengeld.

## Palmares
| Legenda                       |
| ----------------------------- |
| Grand Slam                    |
| Olympische Spelen             |
| Tennis Masters Cup            |
| ATP Masters Series            |
| ATP International Series Gold |
| ATP International Series      |

### Enkelspel
| Nr.                          | Datum             | Toernooi         | Ondergrond    | Tegenstander in finale | Score                   | Details |
| ---------------------------- | ----------------- | ---------------- | ------------- | ---------------------- | ----------------------- | ------- |
| Gewonnen finales             |                   |                  |               |                        |                         |         |
| 1.                           | 14 november 1988  | ATP Wembley      | Tapijt (i)    | Jonas Svensson         | 6-7, 3-6, 6-4, 6-0, 7-5 | Details |
| 2.                           | 21 november, 1989 | ATP Johannesburg | Hardcourt     | Christo van Rensburg   | 6-7, 6-4, 6-1, 7-6      | Details |
| 3.                           | 13 februari 1989  | ATP Rotterdam    | Tapijt (i)    | Anders Järryd          | 6-1, 7-5                | Details |
| 4.                           | 12 november 1990  | ATP Wembley      | Tapijt (i)    | Michael Chang          | 7-6, 6-3                | Details |
| 5.                           | 30 september 1991 | ATP Bazel        | Hardcourt (i) | John McEnroe           | 7-6, 6-0, 6-3           | Details |
| Verloren finales             |                   |                  |               |                        |                         |         |
| 1.                           | 25 maart 1985     | ATP Rotterdam    | Tapijt (i)    | Miloslav Mečíř         | 1-6, 2-6                | Details |
| 2.                           | 4 augustus 1986   | ATP Hilversum    | Gravel        | Thomas Muster          | 1-6, 3-6, 3-6           | Details |
| 3.                           | 11 juli 1988      | ATP Gstaad       | Gravel        | Darren Cahill          | 3-6, 4-6, 6-7           | Details |
| 4.                           | 10 oktober 1988   | ATP Bazel        | Hardcourt (i) | Stefan Edberg          | 5-7, 3-6, 6-3, 2-6      | Details |
| 5.                           | 28 november 1988  | ATP Brussel      | Tapijt (i)    | Henri Leconte          | 6-7, 6-7, 4-6           | Details |
| 6.                           | 27 februari 1989  | ATP Lyon         | Tapijt (i)    | John McEnroe           | 3-6, 6-7                | Details |
| 7.                           | 11 november 1991  | ATP Moskou       | Tapijt (i)    | Andrej Tsjerkasov      | 6-7, 6-3, 6-7           | Details |
| 8.                           | 17 juli 1995      | ATP Gstaad       | Gravel        | Jevgeni Kafelnikov     | 3-6, 4-6, 6-3, 3-6      | Details |
| 9.                           | 18 september 1995 | ATP Bordeaux     | Hardcourt     | Yahiya Doumbia         | 4-6, 4-6                | Details |
| Gewonnen finales challengers |                   |                  |               |                        |                         |         |
| 1.                           | 5 november 1984   | Helsinki         | Hardcourt (i) | Johan Carlsson         | 6-4, 6-3                |         |

### Dubbelspel
| Nr.                                       | Datum             | Toernooi                     | Ondergrond    | Partner                | Tegenstanders in finale              | Score              | Details |
| ----------------------------------------- | ----------------- | ---------------------------- | ------------- | ---------------------- | ------------------------------------ | ------------------ | ------- |
| Gewonnen finales heren dubbel             |                   |                              |               |                        |                                      |                    |         |
| 1.                                        | 14 oktober 1985   | ATP Toulouse                 | Hardcourt (i) | Ricardo Acuña          | Pavel Složil Tomáš Šmíd              | 3-6, 6-2, 9-7      | Details |
| 2.                                        | 21 april 1986     | ATP Nice                     | Gravel        | Pavel Složil           | Gary Donnelly Colin Dowdeswell       | 6-3, 4-6, 11-9     | Details |
| 3.                                        | 9 november 1987   | ATP Parijs                   | Tapijt (i)    | Claudio Mezzadri       | Scott Davis David Pate               | 7-6, 6-2           | Details |
| 4.                                        | 10 oktober 1988   | ATP Bazel                    | Hardcourt (i) | Tomáš Šmíd             | Jeremy Bates Peter Lundgren          | 6-3, 6-1           | Details |
| 5.                                        | 20 februari 1989  | ATP Milaan                   | Tapijt (i)    | John McEnroe           | Heinz GüntHardcourtt Balázs Taróczy  | 6-3, 6-4           | Details |
| 6.                                        | 20 maart 1989     | ATP Indian Wells             | Hardcourt     | Boris Becker           | Kevin Curren David Pate              | 7-6, 7-5           | Details |
| 7.                                        | 3 april 1989      | ATP Miami                    | Hardcourt     | Anders Järryd          | Jim Grabb Patrick McEnroe            | 6-3, opgave        | Details |
| 8.                                        | 13 november 1989  | ATP Wembley                  | Tapijt (i)    | John McEnroe           | Jeremy Bates Kevin Curren            | 6-1, 7-6           | Details |
| 9.                                        | 26 februari 1990  | ATP Stuttgart                | Tapijt (i)    | Guy Forget             | Michael Mortensen Tom Nijssen        | 6-3, 6-2           | Details |
| 10.                                       | 18 juni 1990      | ATP Rosmalen                 | Gras          | Michael Stich          | Jim Grabb Patrick McEnroe            | 7-6, 6-3           | Details |
| 11.                                       | 27 augustus 1990  | ATP Long Island              | Hardcourt     | Guy Forget             | Udo Riglewski Michael Stich          | 2-6, 6-3, 6-4      | Details |
| 12.                                       | 15 oktober 1990   | ATP Tokio                    | Tapijt (i)    | Guy Forget             | Scott Davis David Pate               | 7-6, 7-5           | Details |
| 13.                                       | 29 oktober 1990   | ATP Stockholm                | Tapijt (i)    | Guy Forget             | John Fitzgerald Anders Järryd        | 6-4, 6-2           | Details |
| 14.                                       | 25 november 1990  | ATP Tour World Championships | Tapijt (i)    | Guy Forget             | Emilio Sánchez Sergio Casal          | 6-4, 7-6, 5-7, 6-4 | Details |
| 15.                                       | 30 september 1991 | ATP Bazel                    | Hardcourt (i) | Patrick McEnroe        | Petr Korda John McEnroe              | 3-6, 7-6, 7-6      | Details |
| 16.                                       | 18 mei 1992       | ATP Rome                     | Gravel        | Marc Rosset            | Wayne Ferreira Mark Kratzmann        | 6-4, 3-6, 6-1      | Details |
| 17.                                       | 8 juni 1992       | Roland Garros                | Gravel        | Marc Rosset            | David Adams Andrej Olchovski         | 7-6, 6-7, 7-5      | Details |
| 18.                                       | 26 oktober 1992   | ATP Lyon                     | Tapijt (i)    | Marc Rosset            | Neil Broad Stefan Kruger             | 6-1, 6-3           | Details |
| 19.                                       | 24 oktober 1994   | ATP Lyon                     | Tapijt (i)    | Jevgeni Kafelnikov     | Martin Damm Patrick Rafter           | 6-7, 7-6, 7-6      | Details |
| 20.                                       | 23 oktober 1995   | ATP Lyon                     | Tapijt (i)    | Jevgeni Kafelnikov     | John-Laffnie de Jager Wayne Ferreira | 6-3, 6-3           | Details |
| Verloren finales heren dubbel             |                   |                              |               |                        |                                      |                    |         |
| 1.                                        | 17 september 1984 | ATP Tel Aviv                 | Hardcourt     | Colin Dowdeswell       | Peter Doohan Brian Levine            | 3-6, 4-6           | Details |
| 2.                                        | 25 november 1985  | ATP Hong Kong                | Hardcourt     | Tomáš Šmíd             | Brad Drewett Kim Warwick             | 3-6, 6-4, 2-6      | Details |
| 3.                                        | 13 oktober 1986   | ATP Toulouse                 | Hardcourt (i) | Pavel Složil           | Miloslav Mečíř Tomáš Šmíd            | 2-6, 6-3, 4-6      | Details |
| 4.                                        | 27 februari 1989  | ATP Lyon                     | Tapijt (i)    | John McEnroe           | Eric Jelen Michael Mortensen         | 2-6, 6-3, 3-6      | Details |
| 5.                                        | 6 november 1989   | ATP Parijs                   | Tapijt (i)    | Éric Winogradsky       | John Fitzgerald Anders Järryd        | 6-7, 4-6           | Details |
| 6.                                        | 15 juli 1991      | ATP Gstaad                   | Gravel        | Guy Forget             | Gary Muller Danie Visser             | 6-7, 4-6           | Details |
| 7.                                        | 21 oktober 1991   | ATP Wenen                    | Tapijt (i)    | Patrick McEnroe        | Anders Järryd Gary Muller            | 4-6, 5-7           | Details |
| 8.                                        | 17 februari 1992  | ATP Brussel                  | Tapijt (i)    | Guy Forget             | Boris Becker John McEnroe            | 3-6, 2-6           | Details |
| 9.                                        | 2 mei 1994        | ATP Madrid                   | Gravel        | Jean-Philippe Fleurian | Rikard Bergh Menno Oosting           | 3-6, 4-6           | Details |
| 10.                                       | 25 juli 1994      | ATP Washington               | Hardcourt     | Jonas Björkman         | Grant Connell Patrick Galbraith      | 4-6, 6-4, 3-6      | Details |
| 11.                                       | 27 maart 1995     | ATP Sint-Petersburg          | Tapijt (i)    | Jevgeni Kafelnikov     | Martin Damm Anders Järryd            | 4-6, 2-6           | Details |
| 12.                                       | 16 oktober 1995   | ATP Tokio                    | Tapijt (i)    | Patrick McEnroe        | Jacco Eltingh Paul Haarhuis          | 6-7, 4-6           | Details |
| 13.                                       | 4 maart 1996      | ATP Milaan                   | Tapijt (i)    | Guy Forget             | Andrea Gaudenzi Goran Ivanišević     | 4-6, 5-7           | Details |
| 14.                                       | 13 mei 1996       | ATP Hamburg                  | Gravel        | Guy Forget             | Mark Knowles Daniel Nestor           | 2-6, 4-6           | Details |
| 15.                                       | 10 juni 1996      | Roland Garros                | Gravel        | Guy Forget             | Jevgeni Kafelnikov Daniel Vacek      | 2-6, 3-6           | Details |
| Gewonnen finales heren dubbel challengers |                   |                              |               |                        |                                      |                    |         |
| 1.                                        | 28 februari 1983  | Kaduna                       | Gravel        | Mike Barr              | Bernhard Pils Helmar Stiegler        | 6-4, 6-1           |         |
| 2.                                        | 5 november 1984   | Helsinki                     | Hardcourt (i) | Alexandre Hocevar      | Ronnie Båthman Magnus Tideman        | 7-6, 6-4           |         |

## Prestatietabel
| Legenda | Legenda                          |
| ------- | -------------------------------- |
| g.t.    | geen toernooi gehouden           |
| l.c.    | lagere categorie                 |
| –       | niet deelgenomen                 |
| G       | uitgeschakeld in de groepsfase   |
| 1R      | uitgeschakeld in de eerste ronde |
| 2R      | uitgeschakeld in de tweede ronde |
| 3R      | uitgeschakeld in de derde ronde  |
| 4R      | uitgeschakeld in de vierde ronde |
| KF      | uitgeschakeld in de kwartfinale  |
| HF      | uitgeschakeld in de halve finale |
| F       | de finale verloren               |
| W       | het toernooi gewonnen            |
| w-v     | winst/verlies-balans             |

### Prestatietabel enkelspel
| Toernooi              | 1983                        | 1984                        | 1985                        | 1986                        | 1987                        | 1988                        | 1989                        | 1990  | 1991  | 1992  | 1993  | 1994  | 1995  | 1996  | Carrière w-v |
| --------------------- | --------------------------- | --------------------------- | --------------------------- | --------------------------- | --------------------------- | --------------------------- | --------------------------- | ----- | ----- | ----- | ----- | ----- | ----- | ----- | ------------ |
| Grandslamtoernooien   |                             |                             |                             |                             |                             |                             |                             |       |       |       |       |       |       |       |              |
| Australian Open       | –                           | 3R                          | 3R                          | g.t.                        | 2R                          | 1R                          | 1R                          | 1R    | 1R    | 1R    | –     | 2R    | 1R    | 2R    | 7-11         |
| Roland Garros         | –                           | 2R                          | 2R                          | 2R                          | 1R                          | 3R                          | 4R                          | 2R    | KF    | 1R    | 2R    | 1R    | 1R    | 3R    | 16-13        |
| Wimbledon             | 3R                          | 2R                          | 1R                          | 3R                          | 4R                          | 2R                          | 1R                          | 2R    | 2R    | 3R    | 3R    | 3R    | 1R    | 4R    | 20-14        |
| US Open               | –                           | 1R                          | 1R                          | 1R                          | 3R                          | 4R                          | –                           | 3R    | 3R    | 2R    | 2R    | –     | 2R    | 4R    | 15-11        |
| Winst-verlies         | 2-1                         | 4-4                         | 3-4                         | 3-3                         | 6-4                         | 6-4                         | 3-3                         | 4-4   | 7-4   | 3-4   | 4-3   | 3-3   | 1-4   | 9-4   | 58-49        |
| Tennis Masters Cup    |                             |                             |                             |                             |                             |                             |                             |       |       |       |       |       |       |       |              |
| ATP World Tour Finals | –                           | –                           | –                           | –                           | –                           | HF                          | –                           | –     | –     | –     | –     | –     | –     | –     | 3-1          |
| ATP Super 9           |                             |                             |                             |                             |                             |                             |                             |       |       |       |       |       |       |       |              |
| Indian Wells          | Geen Masters 1000 Voor 1990 | Geen Masters 1000 Voor 1990 | Geen Masters 1000 Voor 1990 | Geen Masters 1000 Voor 1990 | Geen Masters 1000 Voor 1990 | Geen Masters 1000 Voor 1990 | Geen Masters 1000 Voor 1990 | –     | –     | KF    | 2R    | –     | –     | 2R    | 10-5         |
| Miami                 | Geen Masters 1000 Voor 1990 | Geen Masters 1000 Voor 1990 | Geen Masters 1000 Voor 1990 | Geen Masters 1000 Voor 1990 | Geen Masters 1000 Voor 1990 | Geen Masters 1000 Voor 1990 | Geen Masters 1000 Voor 1990 | –     | –     | –     | –     | –     | –     | –     | 0-0          |
| Monte Carlo           | Geen Masters 1000 Voor 1990 | Geen Masters 1000 Voor 1990 | Geen Masters 1000 Voor 1990 | Geen Masters 1000 Voor 1990 | Geen Masters 1000 Voor 1990 | Geen Masters 1000 Voor 1990 | Geen Masters 1000 Voor 1990 | 1R    | –     | 1R    | 1R    | –     | –     | –     | 5-6          |
| Rome                  | Geen Masters 1000 Voor 1990 | Geen Masters 1000 Voor 1990 | Geen Masters 1000 Voor 1990 | Geen Masters 1000 Voor 1990 | Geen Masters 1000 Voor 1990 | Geen Masters 1000 Voor 1990 | Geen Masters 1000 Voor 1990 | 1R    | 2R    | 2R    | 1R    | –     | –     | 1R    | 2-6          |
| Hamburg               | Geen Masters 1000 Voor 1990 | Geen Masters 1000 Voor 1990 | Geen Masters 1000 Voor 1990 | Geen Masters 1000 Voor 1990 | Geen Masters 1000 Voor 1990 | Geen Masters 1000 Voor 1990 | Geen Masters 1000 Voor 1990 | 2R    | –     | –     | –     | –     | –     | 1R    | 7-6          |
| Montréal/Toronto      | Geen Masters 1000 Voor 1990 | Geen Masters 1000 Voor 1990 | Geen Masters 1000 Voor 1990 | Geen Masters 1000 Voor 1990 | Geen Masters 1000 Voor 1990 | Geen Masters 1000 Voor 1990 | Geen Masters 1000 Voor 1990 | HF    | KF    | –     | 3R    | 2R    | 1R    | 1R    | 14-9         |
| Cincinnati            | Geen Masters 1000 Voor 1990 | Geen Masters 1000 Voor 1990 | Geen Masters 1000 Voor 1990 | Geen Masters 1000 Voor 1990 | Geen Masters 1000 Voor 1990 | Geen Masters 1000 Voor 1990 | Geen Masters 1000 Voor 1990 | KF    | 2R    | 1R    | 2R    | –     | –     | 2R    | 13-9         |
| Stockholm             | Geen Masters 1000 Voor 1990 | Geen Masters 1000 Voor 1990 | Geen Masters 1000 Voor 1990 | Geen Masters 1000 Voor 1990 | Geen Masters 1000 Voor 1990 | Geen Masters 1000 Voor 1990 | Geen Masters 1000 Voor 1990 | 2R    | 3R    | 2R    | 2R    | –     | –     | –     | 4-4          |
| Parijs                | Geen Masters 1000 Voor 1990 | Geen Masters 1000 Voor 1990 | Geen Masters 1000 Voor 1990 | Geen Masters 1000 Voor 1990 | Geen Masters 1000 Voor 1990 | Geen Masters 1000 Voor 1990 | Geen Masters 1000 Voor 1990 | KF    | 2R    | HF    | 1R    | 2R    | KF    | –     | 18-10        |
| Olympische Spelen     |                             |                             |                             |                             |                             |                             |                             |       |       |       |       |       |       |       |              |
| Olympische Spelen     | g.t.                        | g.t.                        | g.t.                        | g.t.                        | g.t.                        | 3R                          | g.t.                        | g.t.  | g.t.  | 3R    | g.t.  | g.t.  | g.t.  | –     | 4-2          |
| Statistieken          |                             |                             |                             |                             |                             |                             |                             |       |       |       |       |       |       |       |              |
| Totaal aantal titels  | 0                           | 0                           | 0                           | 0                           | 0                           | 2                           | 1                           | 1     | 1     | 0     | 0     | 0     | 0     | 0     | 5            |
| Totaal winst-verlies  | 5-7                         | 20-20                       | 29-23                       | 40-31                       | 41-21                       | 50-15                       | 32-20                       | 43-24 | 55-27 | 33-28 | 23-30 | 26-25 | 34-28 | 26-30 | 434-331      |
| Eindejaarsranking     | 227                         | 179                         | 88                          | 32                          | 23                          | 8                           | 30                          | 17    | 20    | 36    | 68    | 71    | 36    | 75    | n.v.t.       |

N.B. "g.t." = geen toernooi

### Prestatietabel grand slam, dubbelspel
| Grandslamtoernooien   |                             |                             |                             |                             |                             |                             |                             |       |       |       |      |       |       |       |         |
| Australian Open       | –                           | 1R                          | –                           | g.t.                        | 3R                          | 1R                          | 2R                          | 3R    | 1R    | 2R    | –    | 2R    | KF    | HF    | 12-10   |
| Roland Garros         | –                           | 1R                          | 2R                          | 2R                          | 1R                          | 1R                          | 3R                          | 1R    | 3R    | W     | 1R   | 2R    | HF    | HF    | 22-12   |
| Wimbledon             | 2R                          | 2R                          | 1R                          | HF                          | 2R                          | –                           | 3R                          | 3R    | –     | HF    | 1R   | 1R    | KF    | KF    | 21-12   |
| US Open               | –                           | –                           | 1R                          | 1R                          | 1R                          | 3R                          | –                           | KF    | 1R    | 2R    | 1R   | –     | 2R    | HF    | 11-10   |
| Winst-verlies         | 1-1                         | 1-3                         | 1-3                         | 5-3                         | 3-4                         | 2-3                         | 5-3                         | 7-4   | 2-3   | 12-4  | 0-3  | 2-3   | 11-4  | 15-4  | 67-44   |
| Tennis Masters Cup    |                             |                             |                             |                             |                             |                             |                             |       |       |       |      |       |       |       |         |
| ATP World Tour Finals | –                           | –                           | –                           | –                           | –                           | –                           | –                           | W     | –     | –     | –    | –     | –     | –     | 5-0     |
| ATP Masters 1000      |                             |                             |                             |                             |                             |                             |                             |       |       |       |      |       |       |       |         |
| Indian Wells          | Geen Masters 1000 Voor 1990 | Geen Masters 1000 Voor 1990 | Geen Masters 1000 Voor 1990 | Geen Masters 1000 Voor 1990 | Geen Masters 1000 Voor 1990 | Geen Masters 1000 Voor 1990 | Geen Masters 1000 Voor 1990 | –     | –     | 1R    | 2R   | –     | –     | 2R    | 1-3     |
| Miami                 | Geen Masters 1000 Voor 1990 | Geen Masters 1000 Voor 1990 | Geen Masters 1000 Voor 1990 | Geen Masters 1000 Voor 1990 | Geen Masters 1000 Voor 1990 | Geen Masters 1000 Voor 1990 | Geen Masters 1000 Voor 1990 | HF    | 2R    | 3R    | –    | –     | –     | 2R    | 5-4     |
| Monte Carlo           | Geen Masters 1000 Voor 1990 | Geen Masters 1000 Voor 1990 | Geen Masters 1000 Voor 1990 | Geen Masters 1000 Voor 1990 | Geen Masters 1000 Voor 1990 | Geen Masters 1000 Voor 1990 | Geen Masters 1000 Voor 1990 | KF    | –     | KF    | 2R   | –     | –     | –     | 3-3     |
| Rome                  | Geen Masters 1000 Voor 1990 | Geen Masters 1000 Voor 1990 | Geen Masters 1000 Voor 1990 | Geen Masters 1000 Voor 1990 | Geen Masters 1000 Voor 1990 | Geen Masters 1000 Voor 1990 | Geen Masters 1000 Voor 1990 | 1R    | HF    | W     | 1R   | –     | –     | 1R    | 8-4     |
| Hamburg               | Geen Masters 1000 Voor 1990 | Geen Masters 1000 Voor 1990 | Geen Masters 1000 Voor 1990 | Geen Masters 1000 Voor 1990 | Geen Masters 1000 Voor 1990 | Geen Masters 1000 Voor 1990 | Geen Masters 1000 Voor 1990 | KF    | –     | –     | –    | –     | –     | F     | 4-2     |
| Montréal/Toronto      | Geen Masters 1000 Voor 1990 | Geen Masters 1000 Voor 1990 | Geen Masters 1000 Voor 1990 | Geen Masters 1000 Voor 1990 | Geen Masters 1000 Voor 1990 | Geen Masters 1000 Voor 1990 | Geen Masters 1000 Voor 1990 | 1R    | KF    | –     | 1R   | 2R    | KF    | 1R    | 5-6     |
| Cincinnati            | Geen Masters 1000 Voor 1990 | Geen Masters 1000 Voor 1990 | Geen Masters 1000 Voor 1990 | Geen Masters 1000 Voor 1990 | Geen Masters 1000 Voor 1990 | Geen Masters 1000 Voor 1990 | Geen Masters 1000 Voor 1990 | HF    | 1R    | HF    | 1R   | –     | –     | 1R    | 6-5     |
| Stockholm             | Geen Masters 1000 Voor 1990 | Geen Masters 1000 Voor 1990 | Geen Masters 1000 Voor 1990 | Geen Masters 1000 Voor 1990 | Geen Masters 1000 Voor 1990 | Geen Masters 1000 Voor 1990 | Geen Masters 1000 Voor 1990 | W     | KF    | –     | –    | –     | l.c.  | l.c.  | 6-1     |
| Stuttgart             | Geen Masters 1000 Voor 1990 | Geen Masters 1000 Voor 1990 | Geen Masters 1000 Voor 1990 | Geen Masters 1000 Voor 1990 | Geen Masters 1000 Voor 1990 | Geen Masters 1000 Voor 1990 | Geen Masters 1000 Voor 1990 | l.c.  | l.c.  | l.c.  | l.c. | l.c.  | –     | 2R    | 0-1     |
| Parijs                | Geen Masters 1000 Voor 1990 | Geen Masters 1000 Voor 1990 | Geen Masters 1000 Voor 1990 | Geen Masters 1000 Voor 1990 | Geen Masters 1000 Voor 1990 | Geen Masters 1000 Voor 1990 | Geen Masters 1000 Voor 1990 | KF    | 2R    | 2R    | 2R   | –     | KF    | 2R    | 3-6     |
| Olympische Spelen     |                             |                             |                             |                             |                             |                             |                             |       |       |       |      |       |       |       |         |
| Olympische Spelen     | g.t.                        | g.t.                        | g.t.                        | g.t.                        | g.t.                        | 2R                          | g.t.                        | g.t.  | g.t.  | KF    | g.t. | g.t.  | g.t.  | –     | 3-2     |
| Statistieken          |                             |                             |                             |                             |                             |                             |                             |       |       |       |      |       |       |       |         |
| Totaal aantal titels  | 0                           | 0                           | 1                           | 1                           | 1                           | 1                           | 4                           | 6     | 1     | 3     | 0    | 1     | 1     | 0     | 20      |
| Totaal winst-verlies  | 7-10                        | 14-16                       | 19-19                       | 34-26                       | 23-20                       | 15-12                       | 33-14                       | 45-20 | 32-20 | 39-17 | 8-24 | 21-17 | 33-24 | 38-27 | 364-269 |
| Eindejaarsranking     | 215                         | 107                         | 47                          | 39                          | 35                          | 47                          | 5                           | 12    | 39    | 8     | 180  | 49    | 24    | 9     |         |